# Anushka Shetty
Anushka Shetty, pseudonimo di Sweety Shetty (Mangalore, 7 novembre 1981), è un'attrice, modella e ballerina indiana.
È stata premiata con tre Filmfare Awards South, due Nandi Awards, due SIIMA Awards e un Tamil Nadu State Film Award. Apparsa in più di 48 film in una ampia varietà sia di generi che di ruoli e interpretazioni, è considerata una delle attrici dell'India meridionale più remunerate, che recita principalmente in film nelle lingue telugu e tamil.

## Biografia
Ha debuttato come attrice con il film telugu del 2005 Super, che le è valso una nomination a Filmfare come migliore attrice non protagonista - Telugu . L'anno dopo ha recitato nel film di successo Vikramarkudu di SS Rajamouli . Anche le sue ulteriori uscite Lakshyam (2007), Souryam (2008) e Chintakayala Ravi (2008) sono state dei successi al botteghino. Nel 2009, Shetty ha interpretato un doppio ruolo nel film fantasy horror Telugu Arundhati , che l'ha portata al suo primo Filmfare Award come migliore attrice protagonista - Telugu e al Nandi Award. L'anno successivo, il ritratto di Shetty di una prostituta in Vedam le è valso il secondo premio consecutivo come migliore attrice da Filmfare.